# Murmur (film)
|  | Denne artikel er oprettet af botten PalnaBot ud fra en ekstern database. Den kan derfor have sproglige fejl eller mangler. Denne skabelon kan fjernes efter kontrol af indholdet. |

 For alternative betydninger, se Murmur. (Se også artikler, som begynder med Murmur)
Murmur er en film instrueret af Lone Høyer Hansen efter manuskript af Lone Høyer Hansen.

## Handling
Den Ene/Den Anden. Fra skulptur til støbeform. Proces hvor materialet gips skifter konsistens fra flydende til fast. Fra blødt til hårdt. Fra at blive kastet på til at blive skåret i. Transformation fra positiv til negativ fra: Den Ene til Den Anden.